# Notifikovaná osoba
Notifikace (oznámení) je akt, kterým členský stát Evropské unie informuje Komisi a ostatní členské státy, že subjekt, který splňuje příslušné požadavky, byl určen k provádění posuzování shody podle příslušné směrnice. Oznámení notifikovaných osob je odpovědností oznamujícího členského státu. Notifikovaná osoba dle legislativy České republiky je taková autorizovaná osoba, kterou oznámí ÚNMZ orgánům Evropského společenství, popřípadě příslušným orgánům členských států Evropské unie. Dokumenty vydávané notifikovanou osobou jsou podkladem pro označování výrobků evropskou značkou shody CE. Nově (dle nařízení EP a Rady č. 305/2011) se notifikované osoby označují jako oznámené subjekty.
Notifikované osoby nejsou regulačními orgány EU. Těmi jsou legislativní orgány Evropské unie, Evropské komise a v rámci jednotlivých členských států Evropské unie příslušné státní orgány, v případě České republiky to je např. u zdravotnických prostředků především Ministerstvo zdravotnictví a Ministerstvo průmyslu a obchodu. Dozorovými orgány pak jsou Česká obchodní inspekce a Státní ústav pro kontrolu léčiv.
Notifikovaná osoba nereguluje, a tedy neřídí a ani nestanovuje požadavky na výrobky uváděné na trh EU, ale pouze, a to jedině v případě, že obdrží jednoznačné důkazy bezpečnosti výrobku a jeho shody s požadavky legislativy, osvědčí shodu posuzovaného výrobku s příslušným právním předpisem EU.
Autorizovaná osoba podle zákona č. 22/1997 Sb., o technických požadavcích na výrobky, v platném znění, oznámená Evropské komisi, jako osoba notifikovaná má právo (a povinnost) poskytovat výrobcům popř. i jiným oprávněným subjektům službu posouzení shody.
V případech, kdy harmonizovaná evropská legislativa stanovuje postup posouzení shody s účastí notifikované osoby, má výrobce nebo jeho zplnomocněný zástupce právo požádat o tuto službu notifikovanou osobu podle svého výběru. Podle zákona č. 22/1997 Sb., o technických požadavcích na výrobky, v platném znění, je autorizovaná (notifikovaná) osoba „povinna uzavřít, na základě návrhu výrobce nebo dovozce, popřípadě jiné osoby, smlouvu o provedení úkonů podle stanoveného postupu posuzování shody, nebo mu do dvaceti dnů oznámit podmínky pro provedení těchto úkonů.“
Teprve po uzavření smlouvy následuje rozsáhlý a náročný proces posouzení shody, přičemž přijetí žádosti a uzavření smlouvy o posouzení shody (k čemuž mimochodem nedošlo) neznamená a ani nemůže znamenat, že posuzování shody bude zakončeno vydáním pozitivního osvědčení shody výrobku s požadavky příslušného právního předpisu. Závěrem procesu je buďto vydání certifikátu nebo odmítnutí jeho vydání. O tom, která z uvedených variant nastane, rozhodují vždy pouze objektivní zjištění notifikované osoby.
Postavení a kompetence notifikovaných osob přímo z podstaty věci zakládá vztah mezi zájemcem o posouzení shody (výrobcem nebo jeho zplnomocněným zástupcem) a posuzovatelem – notifikovanou osobou – tam, kde posouzení shody notifikovanou osobou vyžaduje příslušný právní předpis EU. Notifikovaná osoba výrobek posoudí v souladu s postupy posuzování shody vyžadované příslušným právním předpisem EU a v případě souladu výrobku s požadavky a náležitostmi tohoto předpisu osvědčí shodu výrobku s příslušným právním předpisem. Pokud notifikovaná osoba zjistí, že výrobce (resp. jeho výrobek) nesplňuje požadavky stanovené v příslušných právních předpisech, nevydá osvědčení o shodě (certifikát). O negativním výsledku posuzování shody informuje notifikovaná osoba ostatní notifikované osoby a státní autority.
Notifikovaná osoba současně nemůže bezdůvodně posouzení výrobku odmítat anebo bez jakéhokoli řádného posouzení výrobku předem tvrdit, že je daný výrobek nevyhovující.